# Worston
Worston – wieś w Anglii, w hrabstwie Lancashire, w dystrykcie Ribble Valley. Leży 47 km na północ od miasta Manchester i 304 km na północny zachód od Londynu. Miejscowość liczy 76 mieszkańców.